# Tramway de Gorzów Wielkopolski
Le tramway de Gorzów Wielkopolski est le réseau de tramways implanté dans la ville de Gorzów Wielkopolski, en Pologne. Créé en 1889, il comporte actuellement 3 lignes. Il est exploité par Miejski Zakład Komunikacji w Gorzowie Wielkopolskim.